# Epidendrum globiflorum
Epidendrum globiflorum är en orkidéart som beskrevs av Friedrich Carl Lehmann och Friedrich Fritz Wilhelm Ludwig Kraenzlin. Epidendrum globiflorum ingår i släktet Epidendrum och familjen orkidéer. Inga underarter finns listade i Catalogue of Life.